# Voice of Tangier
The Voice of Tangier (česky Hlas Tangeru, též Hlas Tangieru či Tandžieru) byla v letech 1954–1959 rozhlasová stanice vysílající z Maroka náboženský program na krátkých vlnách. 

## Historie
Paul Freed, syn otce Ralpha Freeda, amerického misionáře pro oblast Španělska a severní Afriky, odjel do Ameriky získávat podporu a finanční prostředky pro vznik nové rozhlasové stanice šířící evangelium v této oblasti. Marocký Tanger si vybral jako sídlo nového rádia, které získalo volací znak WTAN a název Hlas Tangeru. Vysílání probíhalo v angličtině a španělštině a bylo zpočátku určeno pouze pro oblast Španělska a severní Afriky.
V roce 1955 se vysílání rozšířilo o relace ve francouzštině, němčině, portugalštině, ruštině, jidiš a v češtině. Česky se vysílalo první čtvrtek v měsíci od 20:30 do 21:00 hodin.
Její příjem byl díky silným vysílačům s třemi směrovými anténami možný ve střední Evropě, Španělsku, Severní Africe, na Středním Východě a v části Ruska a tak rozšíření jazykových mutací nenechal na sebe dlouho čekat.
O rok později k vysílání přibyly norština, polština, estonština, lotyština, litevština, slovenština, srbochorvatština, bulharština, rumunština, ukrajinština, italština, albánština, řečtina, arménština, nizozemština, finština a hebrejština.
V roce 1958 česká verze vysílala každou středu patnáctiminutový blok v 18:45, slovensky se vysílalo každý čtvrtek od 18:30 do 19:00 hodin.
Rozhlasové vysílání Hlasu Tangeru bylo ukončeno v roce 1959 z důvodu politických změn v Maroku a znárodnění vysílače. Novodobá historie vysílání evangelia prostřednictvím krátkých vln pokračuje na evropském kontinentu, kde Paul Freed vyjednával spolupráci s Rádiem Monte Carlo v Monaku, aby tak mohla vzniknout nová rozhlasová misie s názvem Trans World Radio.